# Оливър! (филм)
„Оливър!“ (на английски: Oliver!) е британски мюзикъл, излязъл по екраните през 1968 година, режисиран от сър Карол Рийд с участието на Марк Лестър в заглавната роля. Произведението, по сценарий написан от Върнън Харис, е базирано на едноименния мюзикъл поставен на сцена на лондонския Уест Енд през 1960 година. От своя страна и двете произведения са базирани на класическия роман „Оливър Туист“ от Чарлс Дикенс.

## Сюжет
Филмът разказва добре познатата дикенсова история за нещастното момче-сирак от времето на викторианската епоха в Лондон.

## В ролите
| Актьор          | Роля                          |
| --------------- | ----------------------------- |
| Марк Лестър     | Оливър Туист                  |
| Рон Муди        | Фейгин                        |
| Шани Уолис      | Нанси                         |
| Оливър Рийд     | Бил Сайкс                     |
| Джак Уайлд      | Джак Даукинс – Ловкият хитрец |
| Хари Секомб     | г-н Бъмбъл                    |
| Пеги Монт       | г-жа Бъмбъл                   |
| Леонард Роситър | г-н Соурбъри                  |
| Хилда Бейкър    | г-жа Соурбъри                 |
| Джоузеф О'Конър | г-н Браунлоу                  |
| Шийла Уайт      | Бет                           |
| Мегс Дженкинс   | г-жа Бедуин                   |
| Хю Грифит       | магистратът                   |

## Награди и номинации
„Оливър!“ е големия победител на 41-вата церемония по връчване на наградите „Оскар“, където е номиниран за отличието в цели 11 категории, печелейки 5 статуетки в това число за най-добър филм и най-добър режисьор. Произведението е удостоено и с награди „Златен глобус“ за най-добър филм – мюзикъл или комедия и най-добър актьор за Рон Муди, който получава награда и от московския кинофестивал.